# Европско првенство у атлетици у дворани 2005 — штафета 4 x 400 метара за мушкарце
Штафета 4 × 400 метара у мушкој конкуренцији на Европском првенству у атлетици у дворани 2005. у Дворани спортова у Мадриду одржано је 6. марта. Учествовало је 6 штафета.

## Рекорди пре почетка Европског првенства 2005.
| Светски рекорд у дворани               | Андре Морис, Демон Џонсон, Дион Мајнор, Милтон Кембел Сједињене Државе        | 3:02,83 | Маебаши, Јапан           | 7. март 1999.     |
| Европски рекорд у дворани              | Пјотр Хачек, Јацек Боћан, Пјотр Рисјукјевич, Роберт Маћковјак Пољска          | 3:03,01 | Маебаши, Јапан           | 7. март 1999.     |
| Рекорди европских првенстава у дворани | Марек Плавго, Пјотр Рисјукјевич, Артур Гонсјевски, Роберт Маћковјак Пољска    | 3:23,53 | Беч, Аустрија            | 3. март 2002.     |
| Светски рекорд сезоне у дворани        | Секу Кларк, Бернард Мидлтон, Штефан Пастор, Керон Клемент Универзитет Флорида | 3:04,75 | Фејетвил (Арканзас), САД | 27. фебруар 2005. |
| Европски рекорд сезоне у дворани       |                                                                               |         |                          |                   |

## Сатница
| Датум   | Време |        |
| ------- | ----- | ------ |
| 6. март | 19,00 | Финале |

## Победници
| Злато:                                                            | Сребро:                                                                                  | Бронза:                                                                              |
| Ричард Моније · Реми Валард · Брис Панел · Марк Ракил · Француска | Дејл Гарланд · Данијел Косин · Ричард Девенпорт · Џерет Варбиртон · Уједињено Краљевство | Алексеј Полукејев · Александар Усов · Дмитриј Форшев · Александар Брошченко · Русија |

## Финале
| Поз.    | Земља                | Атлетичари                                                               | Време            | Белешка          |
| ------- | -------------------- | ------------------------------------------------------------------------ | ---------------- | ---------------- |
| Злато:  | Француска            | Ричард Моније, Реми Валард, Брис Панел, Марк Ракил                       | 3:07,90          |                  |
| Сребро: | Уједињено Краљевство | Дејл Гарланд, Данијел Косин, Ричард Девенпорт, Џерет Варбиртон           | 3:09,53          |                  |
| Бронза: | Русија               | Алексеј Полукејев, Александар Усов, Дмитриј Форшев, Александар Брошченко | 3:09,63          |                  |
| 4       | Немачка              | Флоријан Сајц, Себастијан Гацка, Кристијан Дума, Хенинг Хакелбуш         | 3:10,14          |                  |
| 5       | Шпанија              | Давид Канал, Сантјаго Езкуеро, Луис Флорес, Алберто Монтеро              | 3:11,72          |                  |
| 6       | Пољска               | Пјотр Рисјукјевич, Роберт Маћковјак, Пјотр Климчак, Марћин Марћињишин    | Дисквалификована | Дисквалификована |

1. ↑  Дисквалификација уследила због ометања противника током трке